# Syrphophagus amabilis
Syrphophagus amabilis är en stekelart som beskrevs av Sharkov 1995. Syrphophagus amabilis ingår i släktet Syrphophagus och familjen sköldlussteklar. Inga underarter finns listade i Catalogue of Life.